# Capannina meteorologica

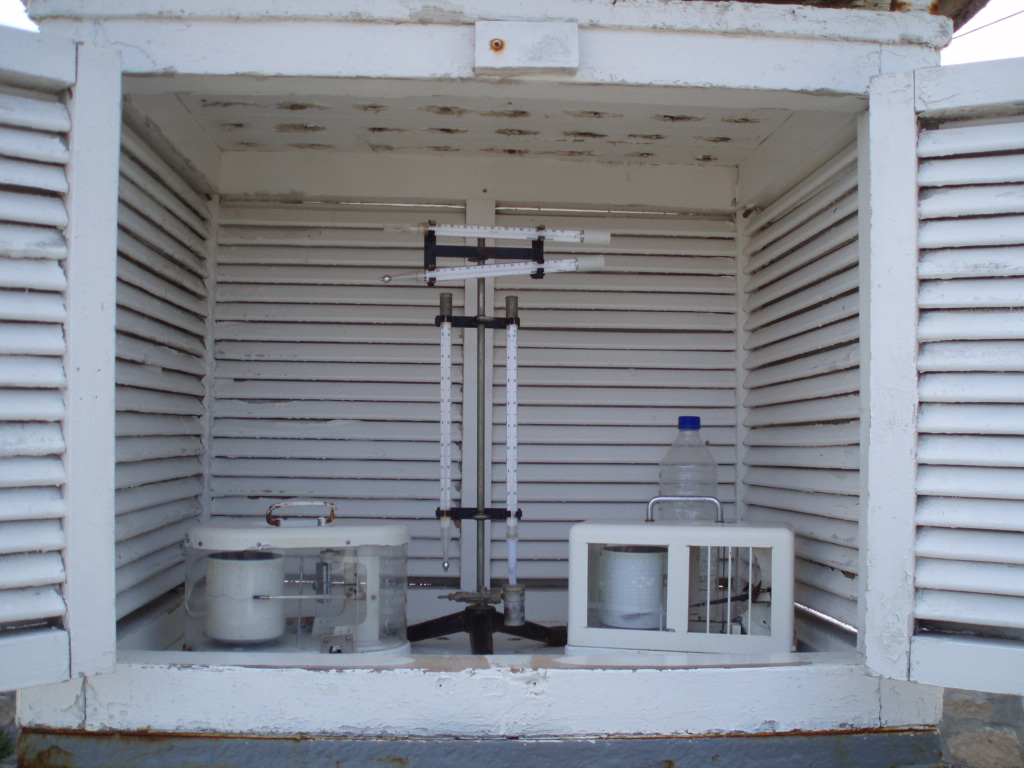
Interno della capannina meteorologica

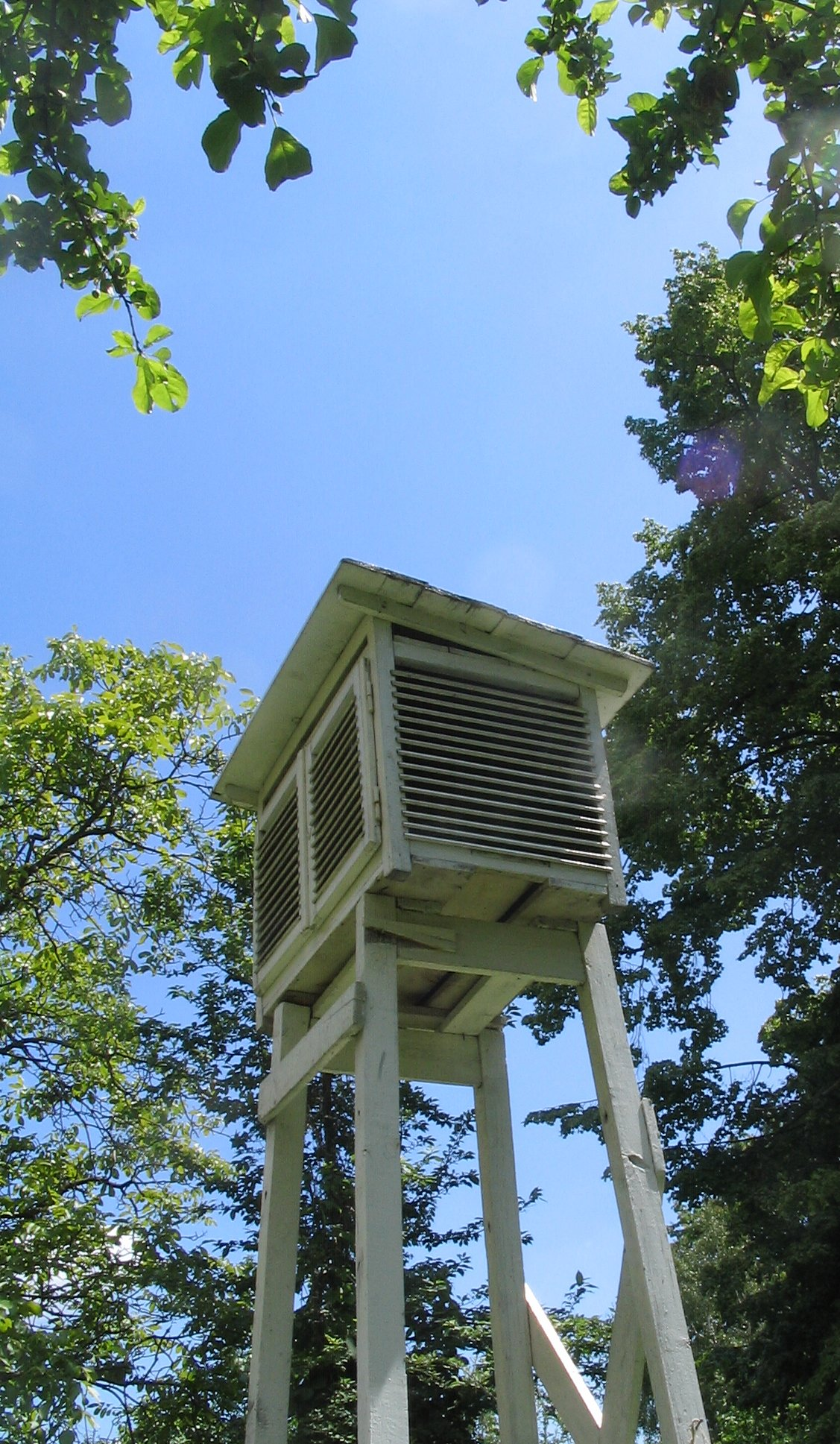
Esterno della capannina meteorologica

La capannina meteorologica o schermo di Stevenson è una particolare schermatura a forma di casetta bianca, che serve a proteggere gli strumenti per la misurazione meteorologica dalla pioggia e dalle radiazioni dirette dei raggi solari, permettendo la circolazione dell'aria al suo interno, dunque senza falsare le misurazioni ovvero minimizzando gli errori strumentali. 
Pensata per accogliere diversi strumenti di misura (termometro, igrometro, barometro, termografo), la capannina tende a offrire un ambiente il più possibile uniforme in relazione all'aria esterna. Essa è parte integrante di una stazione meteorologica, senza la quale sarebbe impossibile alcuna misurazione scientifica. 
La capannina meteorologica fu inventata dall'ingegnere Thomas Stevenson (1818-1887), motivo per il quale viene anche chiamata col nome schermo di Stevenson.

## Descrizione
La capannina, rigorosamente di colore bianco, ha in genere la forma di una casetta in legno (materiale conosciuto per essere un cattivo conduttore di calore), di larice stagionato, le cui pareti sono dotate di persiane, sia esternamente che internamente.  Le sue dimensioni, piuttosto ingombranti, dipendono dal numero degli strumenti che essa deve accogliere al suo interno. Inoltre, questa schermatura di solito è montata sopra un supporto di legno o di metallo. Le norme che l'Organizzazione meteorologica mondiale ha fissato , esigono che i termometri siano ubicati a un'altezza tra 1,25 e 2,00 metri dal suolo. Il tetto della capannina meteorologica è formato da due pannelli di legno (sempre larice) inclinati a "spiovente" per permettere alla pioggia di scorrere liberamente e alla neve di non depositarsi massicciamente. La capannina è interamente dipinta con molti strati di vernice bianca, affinché sia in grado di riflettere i raggi solari; per questo, la capannina necessita una manutenzione costante, con totale riverniciatura ogni due anni.

## Posizionamento
Il posizionamento della capannina meteorologica è determinante al fine di minimizzare gli effetti dovuti a fattori "esterni" come le ombre degli alberi, muretti, recinzioni e altro che potrebbe condizionare anche significativamente le rilevazioni. Infatti affinché i dati misurati si avvicinino il più possibile alla realtà, la capannina deve essere posizionata almeno a 20 m di distanza da ogni cosa, su di un manto erboso, con l'apertura verso nord per permettere di leggere i dati senza che gli strumenti subiscano influenze dai raggi diretti del sole.

## Nuovi tipi di schermature
Con l'avanzare della tecnologia, gli strumenti per la misurazione del tempo sono diventati più piccoli e le rilevazioni non avvengono più manualmente e sul campo, ma con collegamenti wireless. Per questo, sono nati degli schermi, costituiti da piatti bianchi di particolare materiale plastico resistente, i quali custodendo al loro interno il sensore termoigrometro, permettono una misurazione ancora più corretta. a patto che siano correttamente installate in spazi quanto più esenti dai riverberi degli ostacoli circostanti.
Per quanto riguarda le zone climatiche dove vi è scarsa ventilazione, invece, sono stati sviluppati degli schermi "ventilati" che garantiscono un costante ricircolo d'aria all'interno dello stesso, assicurando una misurazione efficace dei parametri climatici. Queste ultime però, se non vengono correttamente manutenute (ad esempio mantenendo pulita la struttura e con la ventola di ricircolo efficiente) daranno misure discostate dalla realtà, in quanto le sonde termiche si trovano all'interno di una camera chiusa senza circolazione d'aria. Nelle zone polverose possono verificarsi ulteriori problemi in quanto le ventole aspirano più polvere degli schermi di tipo passivo.